# Giacomo Mari
Giacomo Mari (17. říjen 1924 Vescovato, Italské království – 16. říjen 1991 Cremona, Itálie) byl italský fotbalový záložník a trenér.
Fotbalově vyrůstal v klubu Cremonese ve třetí lize. V roce 1946 přestoupil do prvoligového klubu Atalanta a zde hrál tři sezony. V roce 1949 se mu ozvali funkcionáři z Juventusu s úmyslem jej koupit. Podařilo se a za čtyři sezony u bianconeri odehrál 133 utkání a získal dva tituly (1949/50, 1951/52). V roce 1953 odešel na tři roky do Sampdorie. Poté hrál čtyři roky v Padově a kariéru zakončil v mateřském klubu Cremonese v roce 1961. Celkem odehrál v Serie A|nejvyšší lize 425 utkání a vstřelil 21 branek.
Za reprezentaci odehrál osm utkání. Byl na OH 1948 i na MS 1950 a MS 1954.

## Hráčská statistika
| Sezóna  | Klub      | Liga    | Liga   | Liga | Ligové poháry | Ligové poháry | Ligové poháry | Kontinentální poháry | Kontinentální poháry | Kontinentální poháry | Celkem | Celkem |
| Sezóna  | Klub      | Soutěž  | Zápasy | Góly | Soutěž        | Zápasy        | Góly          | Soutěž               | Zápasy               | Góly                 | Zápasy | Góly   |
| ------- | --------- | ------- | ------ | ---- | ------------- | ------------- | ------------- | -------------------- | -------------------- | -------------------- | ------ | ------ |
| 1940/41 | Cremonese | Serie C | 5      | 0    | -             | 0             | 0             | -                    | 0                    | 0                    | 5      | 0      |
| 1941/42 | Cremonese | Serie C | 0      | 0    | -             | 0             | 0             | -                    | 0                    | 0                    | 0      | 0      |
| 1942/43 | Cremonese | Serie B | 21     | 0    | -             | 0             | 0             | -                    | 0                    | 0                    | 21     | 0      |
| 1945/46 | Cremonese | Serie B | 30     | 0    | -             | 0             | 0             | -                    | 0                    | 0                    | 30     | 0      |
| 1946/47 | Atalanta  | Serie A | 35     | 0    | -             | 0             | 0             | -                    | 0                    | 0                    | 35     | 0      |
| 1947/48 | Atalanta  | Serie A | 40     | 2    | -             | 0             | 0             | -                    | 0                    | 0                    | 40     | 3      |
| 1948/49 | Atalanta  | Serie A | 38     | 4    | -             | 0             | 0             | -                    | 0                    | 0                    | 38     | 4      |
| 1949/50 | Juventus  | Serie A | 38     | 4    | -             | 0             | 0             | -                    | 0                    | 0                    | 38     | 4      |
| 1950/51 | Juventus  | Serie A | 34     | 2    | -             | 0             | 0             | -                    | 0                    | 0                    | 34     | 2      |
| 1951/52 | Juventus  | Serie A | 31     | 2    | -             | 0             | 0             | -                    | 0                    | 0                    | 31     | 2      |
| 1952/53 | Juventus  | Serie A | 30     | 1    | -             | 0             | 0             | -                    | 0                    | 0                    | 30     | 1      |
| 1953/54 | Sampdoria | Serie A | 34     | 0    | -             | 0             | 0             | -                    | 0                    | 0                    | 34     | 0      |
| 1954/55 | Sampdoria | Serie A | 32     | 2    | -             | 0             | 0             | -                    | 0                    | 0                    | 32     | 2      |
| 1955/56 | Sampdoria | Serie A | 4      | 1    | -             | 0             | 0             | -                    | 0                    | 0                    | 4      | 1      |
| 1956/57 | Padova    | Serie A | 31     | 1    | -             | 0             | 0             | -                    | 0                    | 0                    | 31     | 1      |
| 1957/58 | Padova    | Serie A | 28     | 0    | IP            | 1             | 0             | -                    | 0                    | 0                    | 29     | 0      |
| 1958/59 | Padova    | Serie A | 26     | 1    | -             | 0             | 0             | -                    | 0                    | 0                    | 26     | 1      |
| 1959/60 | Padova    | Serie A | 24     | 0    | IP            | 8             | 0             | -                    | 0                    | 0                    | 32     | 0      |
| 1960/61 | Cremonese | Serie C | 28     | 1    | -             | 0             | 0             | -                    | 0                    | 0                    | 28     | 1      |
| Celkem  | Celkem    | Celkem  | 509    | 22   | -             | 9             | 0             | -                    | 0                    | 0                    | 518    | 22     |

## Hráčské úspěchy

### Klubové
- 2× vítěz italské ligy (1949/50, 1951/52)

### Reprezentační
- 2× na MS (1950 a 1954)
- 1× na MP (1948–1953)
- 1× na OH (1948)